# Skilton Ledge
Der Skilton Ledge ist eine verhältnismäßig flache und rechteckige Hochebene im ostantarktischen Viktorialand. Sie liegt 2070 m hoch am südöstlichen Rand des Midnight-Plateaus in den Darwin Mountains des Transantarktischen Gebirges. Abgesehen von einem Felskliff am südlichen Ende ist sie von Eis bedeckt.
Das Advisory Committee on Antarctic Names benannte sie 2001 nach dem Funker Larry F. Skilton aus South Windsor, Connecticut, der von 1990 bis 2001 Funkverbindungen der Palmer-Station, der McMurdo-Station, der Byrd-Station und insbesondere der Amundsen-Scott-Südpolstation mit den Heimatländern der auf diesen Forschungsbasen tätigen Wissenschaftler ermöglicht hatte.